# كريستوفر كومستوك
كريستوفر كومستوك هو سياسي أمريكي، ولد في 7 أكتوبر 1635 في Culmstock ‏ في المملكة المتحدة، وتوفي في 8 ديسمبر 1702 في نوروولك في الولايات المتحدة.